# Csesztve
Csesztve est un village et une commune du comitat de Nógrád en Hongrie.

## Histoire
Des traces d’établissement humain ont été découvertes dans la région dès 3500 av. J.-C. On y a retrouvé des vestiges des cultures de Lengyel (néolithique) et de Piliny (fin de l’âge du bronze), ainsi que des objets datant de l’époque de la conquête magyare. Le nom de Csesztve apparaît pour la première fois en 1423, mentionné comme propriété de Miklós Salgai à Salgó, dans le comitat de Hont. En 1439, le domaine appartient à László Lossonczy, et à la mort de ce dernier, il est attribué à László Garai. Par la suite, une moitié du village est prise par la famille Vidfi de Mohora, tandis que les possessions locales de Jób Garai sont données en 1476 à Mihály Országh de Gút. L’autre moitié du village appartient en 1472 à la famille Szobi. En 1498, Mihály Szobi cède ses terres locales à István Werbőczy. En 1552, Csesztve fait partie des territoires sous domination ottomane. En 1562–1563, le village devient un fief d’Abdesszaid Ali, un officier turc. Sous l’occupation ottomane, la population du village diminue considérablement, ce qui conduit à l’installation de colons slovaques après l’expulsion des Turcs. À cette époque, l’église catholique est utilisée conjointement par les communautés catholique et luthérienne. Vers le milieu du XVIIIe siècle, les luthériens construisent leur propre lieu de culte à l’angle de l’actuelle rue Fő et de la route Kossuth.
Au XVIIe siècle, le village appartient au chapitre d'Esztergom et à la famille Barátnoky. Lors du règlement domanial de 1770, les seigneurs fonciers sont Károly Maithényi et le chapitre d’Esztergom.
En 1826, le village est divisé entre le chapitre d’Esztergom, Károly Maithényi et Imre Madách père, qui a acquis ses terres par son épouse Anna Maithényi.
De décembre 1844 à septembre 1853, Imre Madách, auteur de La Tragédie de l’homme, vit à Csesztve, où il rédige une partie de ses œuvres. Ses enfants y naissent également. Durant cette période, Madách prend une part active à la vie politique du comitat de Nógrád, notamment pendant la révolution de 1848–1849. En août 1862, il y reçoit János Arany, qui découvre et soutient La Tragédie de l’homme.
La maison de Madách abrite aujourd’hui un musée dédié à l’écrivain. Selon des descriptions du début du XXe siècle, son jardin abritait une ancienne fontaine baptismale.
Le hameau de Galibapuszta, situé à proximité, était autrefois un village indépendant connu sous le nom de Helembafalva au Moyen Âge. Le hameau de Bakópuszta, situé le long de la route menant au village, faisait également partie de Csesztve mais était encore une localité autonome en 1720.